# Наркисс (Гаммох)
Митрополи́т Нарки́сс (греч. Μητροπολίτης Νάρκισσος, в миру Саме́р Сулейма́н Гаммо́х, араб. سامر سليمان قموة‎; род. 1968, Амман, Иордания) — епископ Александрийской Православной Церкви, митрополит Пилусийский.

## Биография
Обучался в Национальной православной школе в Аммане. В 1988 году поступил в Богословскую школу Афинского университета, которую окончил в 1992 году. В 1994 году завершил там же докторантуру.
14 февраля 1994 года был пострижен в монашество митрополитом Никейским Иаковом (Гигисом), 14 февраля — рукоположён им же в сан иеродиакона.
11 июня того же года в Успенском соборе города Мегары митрополитом Мегарским Варфоломеем (Кацурисом) был рукоположён в сан иеромонаха, после чего служил здесь приходским священником и проповедником в течение 16 лет.
16 июня 2009 года перешёл в клир Александрийского Патриархата и был назначен настоятелем Патриаршего монастыря святого Саввы в Александрии и директором Духовной семинарии святого Афанасия. Одновременно был секретарём по арабским вопросам в составе Патриаршей канцелярии и проповедником для арабоязычных общин Александрии.
23 ноября 2013 года, по предложению патриарха Александрийского Феодора II, был единогласно избран митрополитом Нубийским.
1 декабря того же года в Кафедральном соборе святого Саввы в Александрии состоялась епископская хиротония, которую совершили: Папа и Патриарх Александрийский Феодор II, митрополит Ларисский Игнатий (Лаппас), митрополит Филадельфийский Венедикт (Цекурас), митрополит Ермопольский Николай (Антониу), митрополит Камерунский Григорий (Стергиу), митрополит Леонтопольский Гавриил (Равтопулос), митрополит Мемфисский Никодим (Приангелос), епископ Пелльский Филумен (Махамре) и епископ Вавилонский Нифон (Цаварис).
24 ноября 2015 года решением Священного Синода АПЦ назначен митрополитом Аккрским
9 октября 2019 года решением Священного Синода АПЦ был избран митрополитом Навкратиcским, сохранив за собой пост викария Патриарха Александрийского
12 января 2022 года решением Священного Синода АПЦ был избран митрополитом Пилусийским.